# 최명수
최명수(崔明洙, 1924년 9월 14일 ~ 2015년 12월 6일)는 대한민국의 연극배우, 영화 배우이다.

## 생애
목포에서 태어났다. 조선대학교 문과를 졸업한 후 목포정명여자중학교 교원으로 있다가 연극 활동을 시작했다. 1956년 '제작극회' 동인이었으며, 1960년에는 연극협의회에 참여했다. 또 1963년 극단 민중극장의 창립동인이었다. <공상도시>(1956), <불모지>(1957), <묵살된 사람들> <돌개바람>(1958), <유리동물원> <성난 얼굴로 돌아보라>(1959), <젊음의 찬가>(1962), <민중극장>의 창립공연 작품인 <달걀> <도적들의 무도회> <따라지의 향연> <뜻대로 하세요> <토끼와 포수> <연인 안나> <국물 있사옵니다> 등에 출연, 경쾌한 대사법을 발휘하여 누구나 좋아할 매력을 지닌 연기자이다. 동아방송에 성우로 재직했으며 한때 수편의 영화에 출연한 적도 있다.

## 드라마
- 1981년 MBC 정치드라마 《제1공화국》
- 1983년 KBS2 일일드라마 《날개 달린 아이들》
- 1984년 KBS1 3.1절특집극 《객사》
- 1985년 KBS1 대하드라마 《새벽》
- 1987년 KBS1 TV소설 《산유화》
- 1987년 KBS1 특집드라마 《환멸을 찾아서》
- 1987년 KBS1 대하드라마 《토지》
- 1988년 KBS1 특집드라마 《마음》
- 1988년 KBS2 수목드라마 《풍객》
- 1989년 KBS1 농촌드라마 《우리 동네》
- 1989년 MBC 정치드라마 《제2공화국》
- 1991년 MBC 수목드라마 《여명의 눈동자》
- 1992년 SBS 월화드라마 《관촌수필》
- 1992년 KBS2 수목드라마 《적색지대》
- 1993년 MBC 정치드라마 《제3공화국》
- 1993년 SBS 아침드라마 《사랑의 조건》
- 1993년 KBS2 단막드라마 《신 손자병법》
- 1994년 KBS2 TV문예극장 《미개인》
- 1995년 SBS 정치드라마 《코리아게이트》
- 1995년 KBS1 대하드라마 《찬란한 여명》
- 1996년 KBS1 청소년드라마 《신세대 보고 - 어른들은 몰라요》
- 1996년 KBS2 주말드라마 《첫사랑》
- 1998년 SBS 정치드라마 《삼김시대》
- 1999년 SBS 드라마스페셜 《토마토》
- 1999년 SBS 일요드라마 《카이스트》
- 1999년 MBC 단막극 《MBC 베스트극장 - 우리들이 사랑을 말할 때 하는 이야기》
- 2002년 MBC 아침드라마 《내 이름은 공주》
- 2004년 MBC 월화드라마 《영웅시대》